# Safia Yelal
Safia Yelal (4 de marzo de 1983) es una deportista argelina que compite en atletismo adaptado. Ganó cuatro medallas en los Juegos Paralímpicos de Verano entre los años 2004 y 2024.

## Palmarés internacional
| Juegos Paralímpicos | Juegos Paralímpicos   | Juegos Paralímpicos | Juegos Paralímpicos |
| Año                 | Lugar                 | Medalla             | Prueba              |
| ------------------- | --------------------- | ------------------- | ------------------- |
| 2004                | Atenas (Grecia)       | Medalla de oro      | Jabalina F56-58     |
| 2012                | Londres (Reino Unido) | Medalla de plata    | Jabalina F57/58     |
| 2020                | Tokio (Japón)         | Medalla de oro      | Peso F57            |
| 2024                | París (Francia)       | Medalla de oro      | Peso F57            |